# Sida rohlenae
Sida rohlenae är en malvaväxtart. Sida rohlenae ingår i släktet sammetsmalvor, och familjen malvaväxter.

## Underarter
Arten delas in i följande underarter:
- S. r. occidentalis
- S. r. rohlenae
- S. r. mutica